# Okinawa-Senseki-Quasi-Nationalpark
Der Okinawa-Senseki-Quasi-Nationalpark (japanisch 沖縄戦跡国定公園 Okinawa Senseki Kokutei Kōen) ist einer von über 50 Quasi-Nationalparks in Japan. Die Präfektur Okinawa ist für die Verwaltung des Parks zuständig. Der Park wurde am 15. Mai 1972 ernannt und umfasst insgesamt eine Fläche von ca. 5060 ha, bestehend aus einer Landfläche von ca. 3127 ha und einer Wasserfläche von 1930 ha. Mit der IUCN-Kategorie V ist das Parkgebiet als Geschützte Landschaft/Geschütztes Marines Gebiet klassifiziert.
Der Park dient zudem dem Gedenken an die Gefallenen der Schlacht um Okinawa. Im Park befindet sich neben dem Okinawa-Friedensmuseum auch das Himeyuri-Mahnmal, das an die getöteten Mädchen des Himeyuri Schülerinnentrupps erinnert.